# Waldemar (arcybiskup Hamburga)
Waldemar (ur. 1157/1158, zm. w kwietniu 1236) – książę duński, biskup Szlezwiku w latach 1182–1208, arcybiskup Hamburga-Bremy.

## Życie
Waldemar był pogrobowym synem zamordowanego w sierpniu 1157 króla duńskiego Kanuta V. Studiował w Paryżu, w 1178/1182 został biskupem Szlezwiku, jego kuzyn król duński Waldemar I powierzył mu też zarząd Szlezwikiem. W 1192 został wybrany na arcybiskupa Hamburga-Bremy (za sprawą partii Hohenstaufów), co miało stanowić krok w celu odzyskania tronu duńskiego. Nie zdołał jednak objąć arcybiskupstwa, a już w 1193 został uwięziony przez króla duńskiego Kanuta VI i przebywał w niewoli do 1206. Uwolniony dzięki staraniom papieża Innocentego III, obiecawszy nie działać przeciwko królowi duńskiemu, wyjechał do Rzymu. W 1207 zostało opróżnione stanowisko arcybiskupa Bremy i Waldemar został ponownie przez zdominowaną przez Hohenstaufów kapitułę nań wybrany. To działanie wywołało sprzeciw papieża, który odmówił zatwierdzenia go na tym stanowisku, a nawet ogłosił jego anatemę, a w 1208 odebrał mu także stanowisko biskupa Szlezwiku. Waldemar objął jednak rządy w Bremie i walczył z kandydatami popieranymi przez papieża. Ostatecznie usunięty z Bremy został dopiero w 1217/1218, gdy osłabła pozycja popierającego go władcy Niemiec Ottona IV i gdy obrócili się przeciw niemu także mieszczanie bremeńscy. W 1224 ponownie jeszcze występował zbrojnie przeciwko kolejnemu swemu kuzynowi na tronie duńskim, Waldemarowi II. Później usunął się do klasztoru w Loccum, a następnie opactwa Citeaux.